# 연세언론인상
연세언론인상은 연세대학교 출신의 언론인의 모임인 연세언론인회에서 주관하여 매년 대상자를 선정하며 차기년도 신년인사회를 겸해 열리는 동문 언론인 초청의 밤 행사인 '연세 언론인의 밤'에서 시상하는 언론상이다.

## 역대 수상자
| 연도        | 수상자                                                                            |
| ----------- | --------------------------------------------------------------------------------- |
| 2001년 1회  | 이규태 조선일보 논설고문                                                          |
| 2001년 1회  | 김동건 KBS 아나운서                                                               |
| 2002년 2회  | 표재순 연세대 영상대학원 교수                                                     |
| 2002년 2회  | 신동식 한국여성언론인연합 대표                                                    |
| 2002년 2회  | 이정훈 수지 김 살해 은폐 조작사건'을 6년에 걸쳐 추적보도한 동아일보 신동아팀 기자 |
| 2003년 3회  | 최종률 40여년간 언론 문화 예술 발전에 기여한 한국ABC협회장(전 경향신문사장)       |
| 2003년 3회  | 김운라 여성으로서 방송사 지방 총국장에 첫 선임된 KBS 창원방송국 총국장            |
| 2004년 4회  | 김영일 전 국민일보회장                                                            |
| 2004년 4회  | 서정우 한국언론인연합회 회장                                                      |
| 2004년 4회  | 정혜정 MBC 앵커                                                                   |
| 2005년 5회  | 신상민 한국경제신문 대표이사                                                      |
| 2005년 5회  | 홍은희 중앙일보 논설위원 겸 한국여기자협회 회장                                   |
| 2005년 5회  | 오연호 오마이뉴스 대표                                                            |
| 2006년 6회  | 이진동 `X파일' 미림팀 도청 공작을 특종보도한 조선일보 사회부 기자                 |
| 2006년 6회  | 최춘애 한국방송공사 글로벌센터장                                                  |
| 2006년 6회  | 김영석 한국언론인학회장                                                           |
| 2007년 7회  | 정구종 동아닷컴 사장                                                              |
| 2007년 7회  | 신연숙 서울신문 편집국 문화담당 대기자                                            |
| 2007년 7회  | 손범수 아나운서                                                                   |
| 2008년 8회  | 김기서 연합뉴스 사장                                                              |
| 2008년 8회  | 차인태 경기대 교수(전 제주MBC 사장)                                               |
| 2008년 8회  | 이규민 동아일보 21C평화연구소장(전 동아일보 편집국장)                             |
| 2008년 8회  | 이정옥 KBS 국장급 연구위원                                                        |
| 2009년 9회  | 이병규 문화일보 사장                                                              |
| 2009년 9회  | 이화순 스포츠 조선 문화경제팀장                                                   |
| 2009년 9회  | 신완수 SBS 제작위원                                                               |
| 2010년 10회 | 이흥주 희망복지방송(전 KBS방송편성본부장) 사장                                    |
| 2010년 10회 | 어경택 전 동아일보 편집국장, 언론중재위원회 위원                                  |
| 2010년 10회 | 신세미 문화일보 문화부장                                                          |
| 2011년 11회 | 장명호 한국방송인회 부회장                                                        |
| 2011년 11회 | 김수길 중앙일보 부발행인                                                          |
| 2011년 11회 | 한수진 SBS 보도제작부 차장                                                        |
| 2012년 12회 | 최현수 국민일보 정치부 군사전문기자                                               |
| 2012년 12회 | 민경욱 KBS 보도본부‘뉴스9’앵커                                                    |
| 2013년 13회 | 오명철 동아일보 국장급 전문기자                                                   |
| 2013년 13회 | 서수민 KBS 예능국 CP                                                              |
| 2014년 14회 | 이준희 한국일보 부사장                                                            |
| 2014년 14회 | 정용실 KBS 아나운서                                                               |
| 2015년      | 김교준 중앙일보 부발행인 겸 편집인                                                |
| 2015년      | 나영석 CJ E&M PD                                                                  |
| 2016년      | 조명식 디지털타임스 대표이사                                                      |
| 2016년      | 임수민 KBS아나운서                                                                |
| 2017년      | 장해랑 EBS사장                                                                    |
| 2017년      | 양상우 한겨레신문사장                                                             |